# Pol D. Spanos
Pol Dimitrios Spanos (* 27. Februar 1950 in Messini, Peloponnes, Griechenland) ist ein US-amerikanischer Ingenieur.
Spanos erwarb 1973 seinen Diplomabschluss als Ingenieur an der Nationalen Technischen Universität Athen und 1974 seinen Master-Abschluss am Caltech, an dem er 1976 in Angewandter Mechanik promoviert wurde. 1981 wurde er Assistant Professor an der University of Texas at Austin und 1984 Professor an der Rice University. Er ist dort Lewis B. Ryon Professor für Mechanik und Bauingenieurwesen.
Er befasst sich mit Dynamik und Schwingungen von Bauwerken und mechanischen Strukturen speziell in Hinblick auf nichtlineares Verhalten und Risiko des Versagens der Strukturen. Außerdem befasst er sich mit Algorithmen in der Digitalen Signalverarbeitung mit Anwendung zum Beispiel in der Biomedizin und Ermüdung und Bruchverhalten zusammengesetzter Materialien.
1992 erhielt er die Alfred M. Freudenthal Medal, 1991 den G. L. Larson Memorial Award, 1999 die Nathan M. Newmark Medal und 2003 die Von-Karman-Medaille. 1995 erhielt er den Humboldt-Forschungspreis. 2008 wurde er zum auswärtigen Mitglied der Academia Europaea gewählt. Seit 2014 ist er Mitglied der American Academy of Arts and Sciences. Für 2024 wurde ihm eine Blaise-Pascal-Medaille zugesprochen.
Er ist Herausgeber des International Journal of Nonlinear Mechanics.

## Schriften
- mit Roger G. Ghanem: Stochastic finite elements: a spectral approach, Springer Verlag 1991
- Herausgeber mit J. Y.-T. Wu: Probabilistic Structure Mechanics, Springer Verlag 1994 (IUTAM Symposium, San Antonio 1993)